# Der Schatten des Giganten
Der Schatten des Giganten ist ein US-amerikanischer Kriegsfilm von 1966. Der Film beruht auf dem Buch Cast a Giant Shadow von Ted Berkman über die wahre Person des Col. David „Mickey“ Marcus, des ersten Brigadegenerals (Aluf) der israelischen Armee. Neben dem Film Exodus (1960) ist dies einer der bekanntesten Filme, die sich mit dem israelischen Unabhängigkeitskrieg beschäftigen.

## Handlung
Der Film spielt kurze Zeit nach dem Zweiten Weltkrieg in den USA und hauptsächlich in Israel (sowie in Rückblenden in Europa während des Krieges). Der Film beschreibt in Fakten und Fiktion die ersten Monate der Entstehungsgeschichte des Staates Israel.
Nach einer steilen Karriere in der U.S. Armee wird der jüdische Offizier und Weltkriegsveteran Mickey Marcus, der als Anwalt in New York City arbeitet, gebeten, die Armee des entstehenden Staates Israel aufzubauen, die das Land gegen seine feindlichen arabischen Nachbarn verteidigen soll. Das Pentagon verbietet Marcus die Teilnahme an Kampfhandlungen. Allerdings erlaubt es ihm, unter einem falschen Namen nach Israel zu reisen und auf Seiten der Israelis zu kämpfen. Gegen den Wunsch seiner Frau akzeptiert er das Angebot und macht sich an die Aufgabe, eine zusammengewürfelte Untergrundtruppe in eine kampfkräftige Armee zu verwandeln. Gleichzeitig mit der drohenden Kriegsgefahr wächst auch Mickeys Zuneigung zu der schönen Kämpferin Magda Simon.
Als der Palästinakrieg beginnt, erhält er den Rang eines Generals und kämpft dabei gegen die Araber. Kurz vor dem Ende des Krieges wird er aus den eigenen Reihen durch einen Israeli, der kein Englisch spricht, versehentlich erschossen (Friendly Fire).

## Synchronisation
| Darsteller        | Rolle                       | Synchronsprecher |
| ----------------- | --------------------------- | ---------------- |
| Kirk Douglas      | Col. David „Mickey“ Marcus  | Arnold Marquis   |
| John Wayne        | Gen. Mike Randolph          | Wolfgang Lukschy |
| Senta Berger      | Magda Simon                 | Senta Berger     |
| Angie Dickinson   | Emma Marcus                 | Rosemarie Fendel |
| James Donald      | Maj. Safir                  | Heinz Petruo     |
| Stathis Giallelis | Ram Oren                    | Wolfgang Draeger |
| Luther Adler      | Jacob Zion                  | n.n.             |
| Topol             | Abou Ibn Kader              | n.n.             |
| Ruth White        | Mrs. Chaison                | Tina Eilers      |
| Frank Sinatra     | Vince Talmadge              | Herbert Stass    |
| Yul Brynner       | Asher Gonen                 | Gernot Duda      |
| Gordon Jackson    | James MacAfee               | Michael Cramer   |
| Michael Douglas   | Jeep-Fahrer (nicht erwähnt) | n.n.             |

## Kritik
- Lexikon des Internationalen Films: Aufwendige Hollywood-Produktion, die im Abenteuerlichen steckenbleibt und auch von Melodramatik nicht frei ist.
- Bosley Crowther schrieb in seiner Kritik 1966 in der New York Times, dass der Film melodramatisch und voller chauvinistischen Eifers sei.[2]
- Lob und Tadel verteilt der Evangelische Film-Beobachter: „Nicht frei von den Nachteilen und Oberflächlichkeiten der typischen Hollywood-Breitwandschinken, dennoch aus Gründen des menschlichen und auch geschichtlichen Verständnisses beachtenswert.“[3]
- Sut Jhally erwähnt "Der Schatten des Giganten" in seinem Dokumentarfilm Reel Bad Arabs als eines der vielen Beispiele für die Diffamierung der Palästinenser durch die Filmindustrie Hollywoods.

## Medien
- Der Schatten des Giganten. DVD – MGM Home Entertainment GmbH
- Der Schatten des Giganten. Blu-ray – Explosive-Media GmbH